# Campo Elías (cidade)
Campo Elías é uma cidade venezuelana, capital do município de Juan Vicente Campo Elías.